# エレウシス
エレウシス（古代ギリシア語: Ἐλευσίς / Eleusis、エレウシース）は、古代ギリシアのアテナイに近い小都市。ギリシア神話に登場する女神デーメーテールの祭儀の中心地として知られる。また、古代の悲劇詩人アイスキュロスの生誕地でもある。
現在はエレフシナ（現代ギリシャ語: Ελευσίνα / Elefsina）と呼ばれる。ギリシャ共和国アッティカ地方に属する基礎自治体（ディモス）であり、西アッティカ県の県都である。

## エレウシスの密儀
デーメーテールの祭儀は、エレウシスの秘儀、または密儀と呼ばれ、古典古代時代最もよく知られた密儀宗教のひとつであり、しばしばたんに「密儀」として言及されることもある。エレウシスの秘儀は紀元前15世紀ミュケナイ期に始まったと言われている。マーティン・P・ニールソンは、この密儀が「人を現世を超えて神性へと到らせ、業の贖いを保証し、その人を神と成し、その人の不死を確かなものとなす」ことを意図されていたと述べている。
その内容を語ることは許されなかったため、断片的な情報のみが伝えられている。参加者の出身地を問わないこと（アリストパネスの断片による）、娘ペルセポネーを探すデーメーテールの放浪および、ペルセポネーの黄泉からの帰還の演劇的再現が一連の密儀の中核をなしていたであろうことが推定されている。密儀の参加者には事前に身を浄めることが要求され、その密儀は神の永遠なる浄福を直接見ることであると言われた。
キリスト教が広まり、ローマ皇帝テオドシウス1世により多神教的異教の祭儀が禁止されると、エレウシスの密儀も絶えた。ドイツの哲学者フリードリヒ・シェリングは、その著書の中で、前哲学的思惟の形態としてのエレウシスの密儀についてしばしば論じている。